# Inzerki
 (février 2018).
Si vous disposez d'ouvrages ou d'articles de référence ou si vous connaissez des sites web de qualité traitant du thème abordé ici, merci de compléter l'article en donnant les références utiles à sa vérifiabilité et en les liant à la section « Notes et références ».

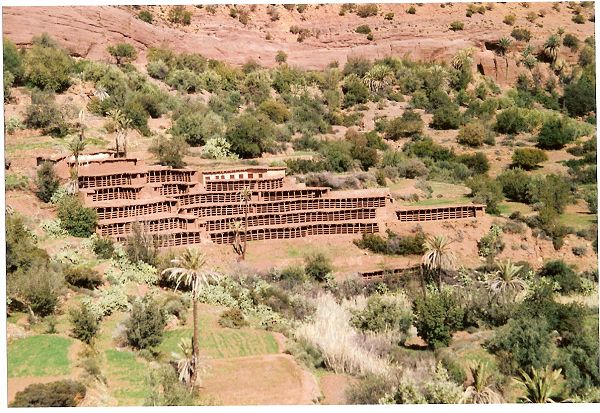
Inzerki

Inzerki est un village berbère marocain  (douar) qui fait partie de la commune rurale d'Argana (Province de Taroudant). Il est situé à 82 km au nord d'Agadir, dans le Souss. Il abrite le rucher d'Inzerki, plus grand rucher collectif traditionnel encore debout au monde.

## Description

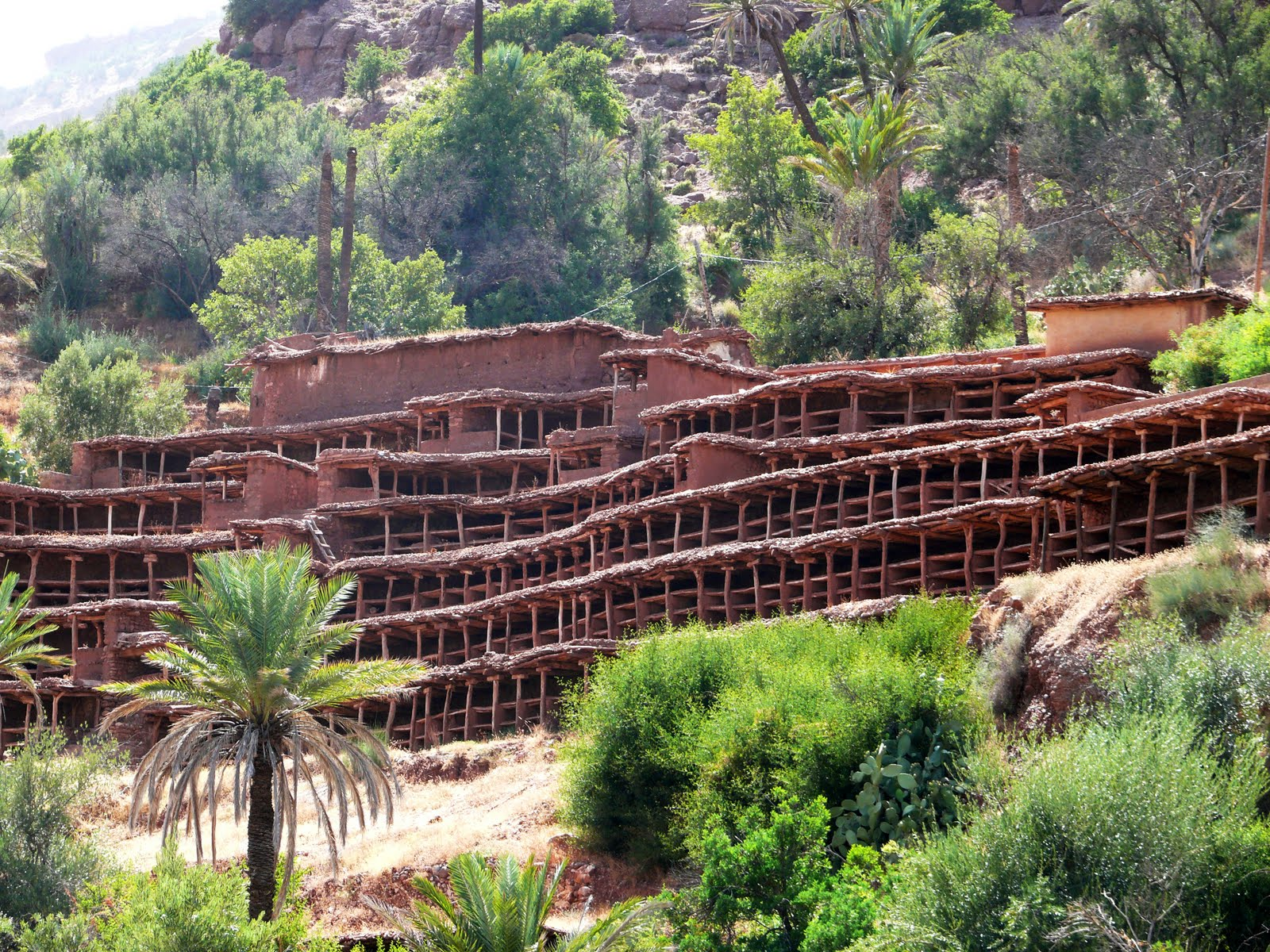
Inzerki

Ce village chleuh a la caractéristique d'être doté du plus grand rucher collectif traditionnel du monde, appelé Taddart Ugerram (le rucher du Saint). Il se situe sur un versant Sud à une altitude moyenne de 980 mètres et bénéficie d'un long ensoleillement. À cet avantage climatique s’ajoute un environnement très favorable à l'apiculture grâce à un couvert végétal très riche. Orienté au sud pour un ensoleillement maximum, il est bâti en pisé (mélange de boue et de paille), disposé en terrasses, et se compose d'un millier de casiers (en tamazight : tizghit, pl. tizghatin) dans lesquels sont entreposées des ruches de roseaux (ssilt). 300 casiers ont fonctionné jusqu'aux crues violentes de 1990 et 1996, qui ont beaucoup ralenti son activité.
Grâce à une réhabilitation en 2006, il contient quelques ruches qui servent plus à la démonstration qu'à une réelle production. Plusieurs douars de la tribu des Ida Ouziki se partagent ce rucher : Ighounane, Meslla, Iguer, Taourirt, Mezzinte, Aguensa et Argana.

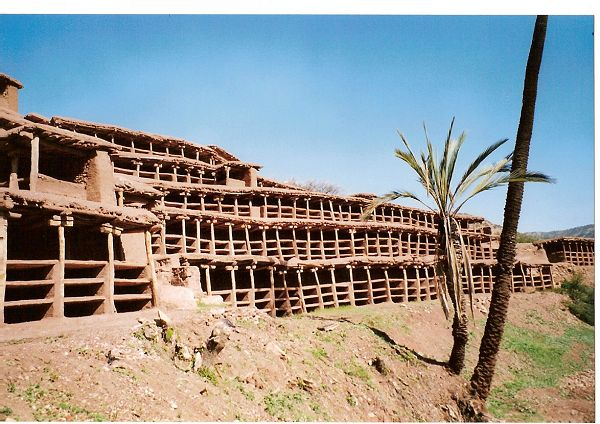
Inzerki

Reliant le passé au présent, ce rucher a été transmis d'une génération à l'autre depuis sa construction au XVIe siècle. La végétation de la région est très riche et variée (arganier, genévrier, chêne vert, acacia, lavande, thym et plantes médicinales). Il permettait aux apiculteurs locaux de proposer un produit de qualité à dominante de thym participant à la réputation de la région pour son savoir-faire apicole et cette production. La vente de miel constituait une part importante des revenus des familles locales ; ces dernières ont créé une coopérative afin de mieux gérer cette ressource vitale héritée de leurs ancêtres.
En 2020, une sécheresse provoque la mort de nombreuses ruches,

## Rucher
Le site continent le rucher d'Inzerki, appelé Taddart Ugerram en berbère, le plus grand rucher collectif encore debout.